# Henry S. Harper
Henry Sleeper Harper (11 de março de 1864 – 1º de março de 1944) foi um passageiro do RMS Titanic e sobrevivente do naufrágio quando o navio atingiu um iceberg e afundou em 15 de abril de 1912. Ele era um "incorporador da Harper & Brothers quando a firma se tornou uma corporação em 1896". Harper é lembrado por seu trabalho para evitar a exploração madeireira da  floresta das Montanhas Adirondack, e pelo fato que seu pequinês foi um dos cães que sobreviveram ao naufrágio do Titanic.

## Vida pregressa e educação
Filho de Joseph Wesley Harper, Jr. (1839–1896) e Abigail Payson Sleeper (1829–1866), Henry se graduou na Universidade Columbia.

## Carreira
Henry foi diretor da Harper & Brothers Publishing House. O avô de Henry fundou a Harper & Brothers, que se tornou editora em 1900.

## Vida pessoal
Henry se casou com Myra Haxton em 1888. Eles não tiveram filhos. Em 1911, ele comprou uma casa na 133 E. 21st St., com vista para o Gramercy Park. Após a morte de Myra em 27 de novembro de 1923, Henry se casou com Anne W. Hopson, e tiveram um filho, Henry.
Harper foi convidado no 67º aniversário de Mark Twain, que aconteceu em 28 de novembro de 1902, no Metropolitan Club em Nova Iorque.
Ele era membro da University Club of New York e da Century Association. Além disso, ele possuía um acampamento em Buck Mountain Point, em Long Lake, nas montanhas Adirondacks, e serviu como secretário da Association for the Protection of the Adirondacks.

## A bordo doTitanic
Henry e sua esposa Myra embarcaram no Titanic em Cherbourg-Octeville, ocupando a suíte da Primeira Classe D33. Acompanhando os Harpers estava  Hammad Hassu (um dragoman egípcio , ou intérprete e seu cão pequinês "Sun Yat Sen".
Na noite do naufrágio, Henry e Myra estavam jantando. Foram então avisados para retornar para sua cabine e vestir-se com roupas quentes, colocar seus coletes salva-vidas e subirem para o Convés dos Botes. Henry colocar um sobretudo sobre o smoking do jantar, e Myra coloque um casaco de peles preto sobre o seu brilhante vestido de jantar. Ela pegou um par de luvas e o colar de pérolas que sua mãe lhe tinha dado. Então o rico casal embarcou no Bote 3 junto com o dragoman de Henry e Sun Yat Sen. Todos os quatro sobreviveram ao naufrágio.
No documentário Fantasmas do Abismo  (2001), o diretor James Cameron enviou um robô para dentro da cabine de Harper e encontrou o chapéu-coco de Henry ainda em cima dos restos do guarda-roupa.